# Cirié
Cirié (en français Cirié) est une commune de la ville métropolitaine de Turin dans le Piémont, en Italie.

## Administration
| Période                                  | Période  | Identité         | Étiquette | Qualité |
| ---------------------------------------- | -------- | ---------------- | --------- | ------- |
| 30 mai 2006                              | En cours | Francesco Brizio |           |         |
| Les données manquantes sont à compléter. |          |                  |           |         |

### Communes limitrophes
Nole, San Carlo Canavese, San Maurizio Canavese, Robassomero.

## Monuments et lieux touristiques
Le Dôme de Saint-Jean-Baptiste. Déclaré monument national en 1887, il se trouve place San Giovanni, zone piétonne.
Exemple de gothique piémontais, il fut bâti au XIVe siècle. À côté de l'église, il y a un clocher à quatre étages. À l'intérieur, il y a des œuvres d'art de valeur, parmi lesquelles un retable ovale connu comme Madonna du Peuple, attribué à l'atelier de Defendente Ferrari. Au-dessus du maître-autel se trouve un triptyque de Giuseppe Giovenone da Vercelli.

## Galerie de photos
La Gare